# Hanns Weinberg (Antiquitätenhändler)
Hanns Weinberg (geb. 26. Mai 1900 in Dortmund; gest. 20. Juni 1976 in New York) war ein aus Deutschland stammender bedeutender Antiquitätenhändler in London und New York.

## Leben

### Deutsches Reich 1900–1938
Bekannte Informationen
Über das Leben von Hanns Weinberg in Deutschland bis 1938 gibt es nur wenige gesicherte Informationen.
Er stammte aus einer jüdischen Familie, wahrscheinlich aus Dortmund oder dessen Umgebung. Er nahm als Soldat am Ersten Weltkrieg teil und wurde mit dem Eisernen Kreuz ausgezeichnet. Weitere Informationen, die neutral nachweisbar sind, sind bisher nicht bekannt.
Unsichere Informationen
Die familiäre mündliche Überlieferung ist fehlerhaft. Sie behauptet, er sei ein erfolgreicher Rechtsanwalt in Berlin gewesen, was falsch ist.
Somit müssten auch alle anderen Angaben durch äußere Dokumente geprüft werden, bevor ihre Richtigkeit bestätigt werden kann.
Es wurde angegeben, er habe das Joachimsthaler Gymnasium in Berlin mit 15 Jahren besucht (das wäre 1915, die Schule zog aber 1912 nach Templin um). Danach soll er in Berlin Jura studiert haben und Rechtsanwalt geworden sein.
Er solle versucht haben, mit juristischen Mitteln gegen nationalsozialistische Aktivitäten vorzugehen. Nach 1933 sei Hanns Weinberg vierzehnmal verhaftet worden. Er sei in ein Konzentrationslager gekommen und misshandelt worden. Seine Frau Elisabeth, die Nichtjüdin war, habe ihn durch ihre guten Beziehungen jedes Mal wieder freibekommen.

### London 1938–1957
1938 emigrierte Hanns Weinberg zusammen mit seiner Familie über die Tschechoslowakei und Norwegen nach London. 1946 eröffnete er dort ein Antiquitätengeschäft, aus dem die Antique Porcelain Company entstand, spezialisiert auf Porzellan. Diese erreichte bald eine große Reputation. Zu seinen Kunden gehörten Königin Elisabeth II. und weitere Mitglieder des britischen Königshauses, König Gustav VI. Adolf von Schweden, König Umberto II. von Italien, bedeutende Unternehmer wie Henry Ford und Mitglieder der Familien Rothschild und Rockefeller.
Am 7. Februar 1950 wurde er britischer Staatsbürger.

### New York 1957–1976
1957 eröffnete Hanns Weinberg ein weiteres Antiquitätengeschäft in New York (Antique Porcelain Company of New York, später Antique Company of New York). Dort entwickelte er sich zum bedeutendsten Kenner und Händler von Porzellan und französischen Möbeln in den USA. Seine Sammlung von Schmuck aus der Renaissancezeit galt als die größte außerhalb von Museen und öffentlichen Sammlungen. 1974 eröffnete er eine Filiale in Zürich.
Teile der umfangreichen wertvollen Sammlung von Hanns und Elisabeth Weinberg sowie Bestände aus ihrem Antiquitätengeschäft wurden 2006 und 2007 bei Sotheby’s in New York versteigert.
Einige einzelne Gegenstände wurden an Museen durch die Enkelin Michelle Beiny verschenkt.

### Familie
Hanns Weinberg war mit Elisabeth (Lisa) Weinberg verheiratet. Beide führten offiziell gemeinsam den Antiquitätenhandel in New York. Kinder waren
- Rotraut Weinberg Beiny, leitende Mitarbeiterin im Geschäft der Eltern
  - Michelle Beiny Harkins, deren Tochter, wurde auch Antiquitätenhändlerin in New York[10]
- Martin Wynyard, wurde Arzt[11]

### Adressen
- London W 1, 149 New Bond Street, Antiquitätenhandel, 1946–1980
- New York, 48 East 57th Street, Antiquitätenhandel, 1957–1974
- Zürich C 2, Antiquitätenhandel 1974